# Àcia
Àcia Balba o Àcia o Àtia (en llatí Atia Balba Caesonia, morta el 43 aC) va ser una dama romana de finals del període republicà. Era la filla de Marc Aci Balb, originari d'Arícia, i de Júlia, la germana de Juli Cèsar i, per tant, neboda del dictador. Va ser la mare d'August.

## Biografia
Era la segona de les tres filles de Marc Aci Balb i de Júlia Menor, germana de Cèsar. Es va casar amb Gai Octavi, un col·laborador de Cèsar, amb el qual va ser mare d'Octàvia (nascuda l'any 69 aC) i d'Octavi (més tard August, nascut el 63). Deia que August era fill d'Apol·lo, que havia tingut relacions sexuals amb ella adoptant la forma d'un drac una vegada que va dormir al seu temple. Li va donar una bona educació.
Després de la mort del seu marit (59), quan el futur August només tenia 4 anys, es va casar amb Luci Marci Filip, un altre col·laborador de Cèsar que va ser cònsol l'any 56 aC. Tàcit afirma en el seu Diàleg dels oradors que Àcia era una matrona molt religiosa i d'una gran moralitat. Va criar els seus fillastres (nascuts d'un matrimoni anterior de Filip) junt amb els seus propis fills, i va organitzar el casament d'Octàvia amb Claudi Marcel.
Àcia i Filip van recomanar a Octavi que renunciés als seus drets com a hereu de Cèsar, temorosos del risc que corria si els acceptava. Un any més tard, el 43 aC, Àcia va morir, i Octavi, aleshores cònsol, li va concedir uns funerals d'estat.

## En la ficció
Una Àcia ficcionalitzada apareix com a personatge en la sèrie Roma (2005-2007), interpretada per l'actriu anglesa Polly Walker, amb el nom fictici Àcia dels Juli, tot i que no pertanyia a la gens dels Juli sinó a la dels Aci. Aquesta Àcia és diametralment oposada al retrat que les fonts antigues ens han deixat del personatge històric, ja que és presentada com una dona ambiciosa, manipuladora i sexualment promíscua. A més, en la sèrie, Àcia apareix viva molt de temps després de l'any en què va morir l'Àcia real.